# Impasse
Pour les articles homonymes, voir Impasse (homonymie) et Cul-de-sac.
« Rue sans issue » redirige ici.  Pour le film américain de 1937, voir Rue sans issue (film).

Panneau de signalisation indiquant une voie sans issue au Québec.

Une impasse, aussi appelée cul-de-sac (/kyd.sak/) ou voie sans issue, est une voie aérienne (rue, ruelle) ou souterraine (galerie, tunnel)  ne possédant qu'un seul point d'entrée et sortie pour les véhicules, et qui nécessite par conséquent de faire un demi-tour ou une marche arrière pour pouvoir en sortir.

## Description
Les impasses de voies publiques sont en principe signalées par un panneau routier, afin que les conducteurs, avant qu'ils ne s'y engagent, soient avertis qu'ils ne pourront sortir que par là où ils sont entrés. De plus, l'odonyme de ce type de voie commence en général par le terme « impasse » en français, souvent inscrit sur la plaque de rue.
Certaines types d'impasses permettent la traversée à certains usagers mais pas à d'autres. C'est le cas par exemple des impasses traversantes.
De manière figurée, l'impasse représente une situation inextricable, dont les protagonistes ne peuvent plus se sortir, à l'instar d'une telle voie au sens propre.

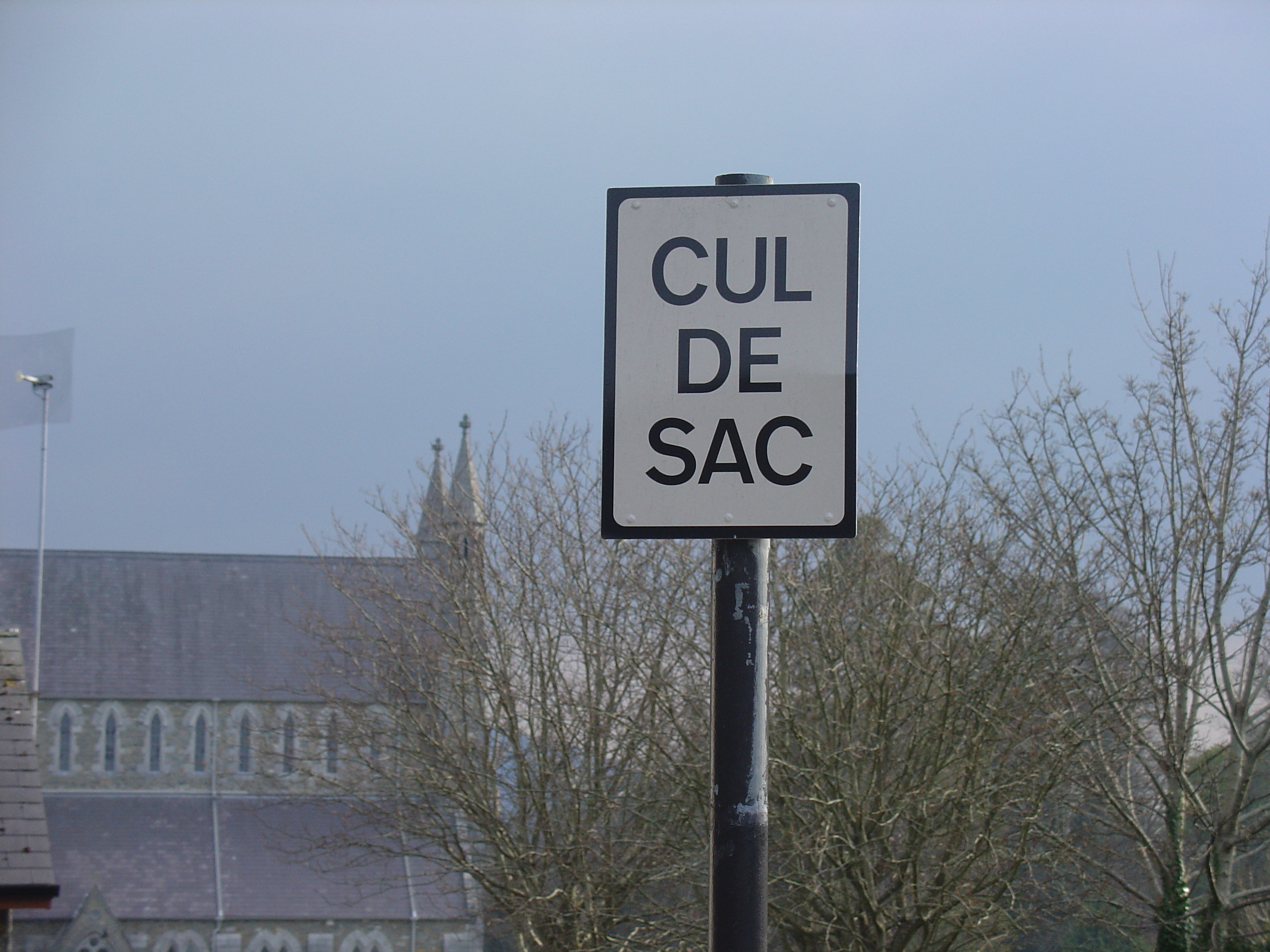
Un panneau d'impasse à Dublin (Irlande).
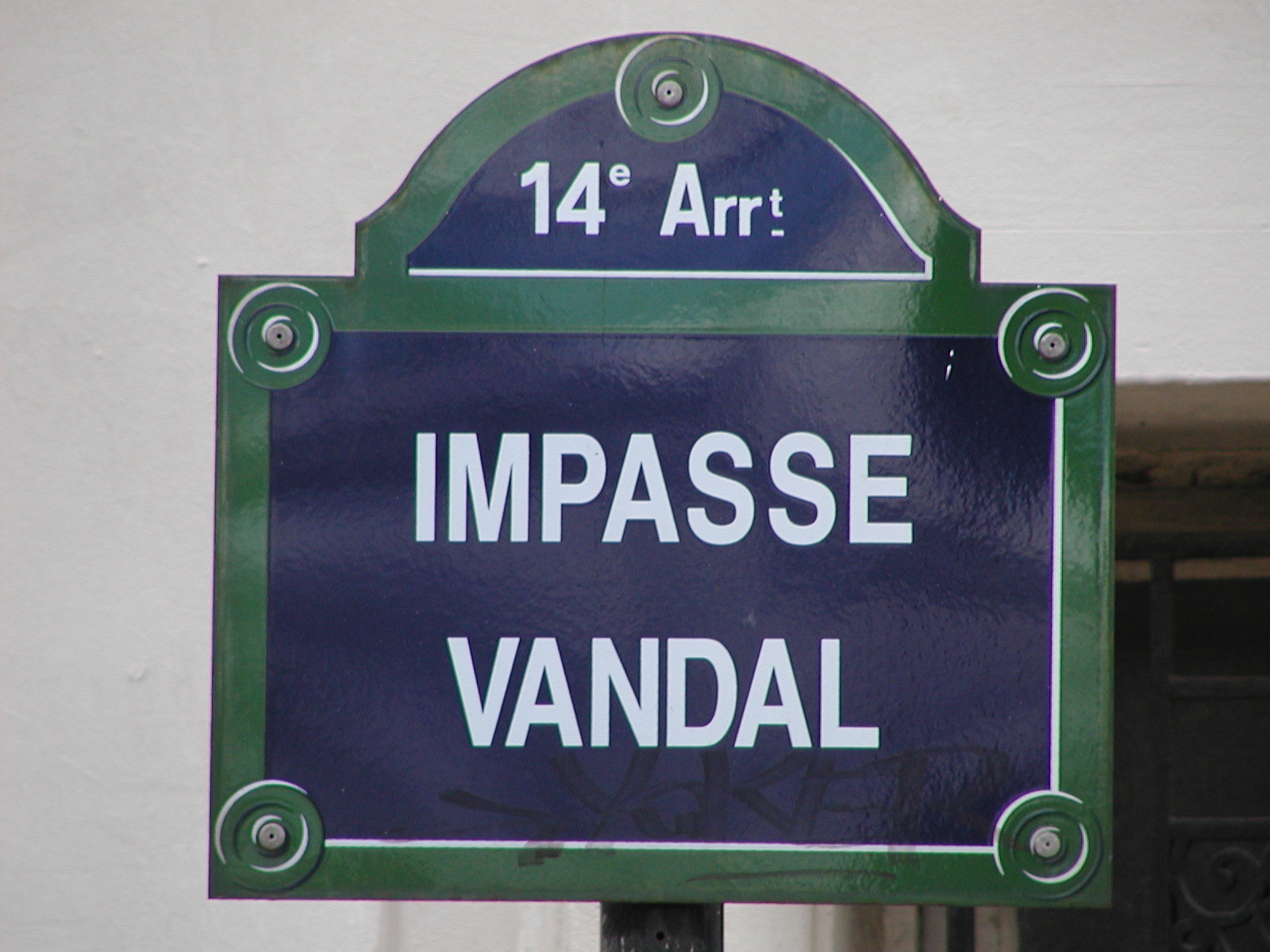
Plaque de rue de l'impasse Vandal, dans le 14e arrondissement de Paris (France).
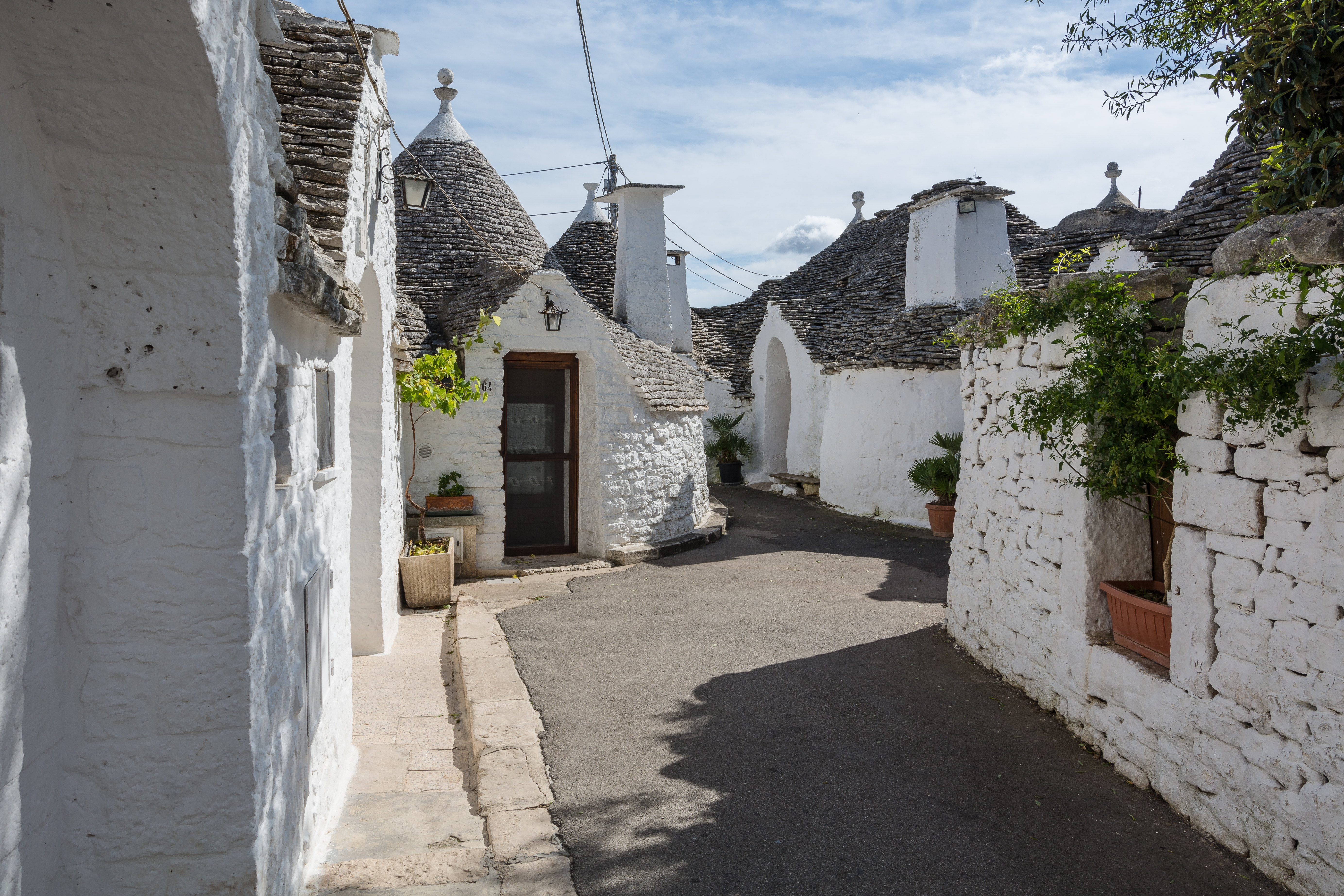
Une impasse à Alberobello (Italie).
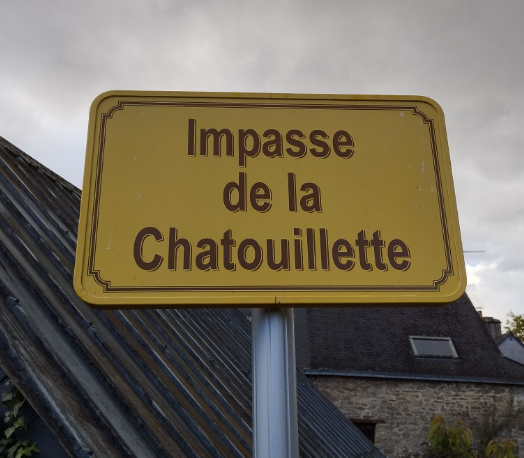
Un panneau  d'impasse à Pleucadeuc (France).